# Dreams FC
Der Dreams Football Club ist ein 2009 gegründeter ghanaischer Fußballverein. Beheimatet ist der Verein in der Greater Accra Region. Aktuell spielt der Verein in der ersten Liga des Landes, der Premier League.

## Erfolge
- Ghanaischer Pokalsieger: 2023
- Division One League: 2015
- Division Two League (Greater Accra): 2014

## Stadion
Der Verein trägt seine Heimspiele im Dawu Sports Stadium in Dawu aus. Das Stadion hat ein Fassungsvermögen von 5000 Personen.

## Trainerchronik
| Trainer            | Nation   | von               | bis               |
| ------------------ | -------- | ----------------- | ----------------- |
| Edward Ansah       | Ghana    | 3. Oktober 2017   | 31. Dezember 2017 |
| Abdul Karim Zito   | Ghana    | 1. Januar 2018    | 31. März 2020     |
| Juha Pasoja        | Finnland | 20. April 2018    | 14. Mai 2019      |
| Winfred Dormon     | Ghana    | 1. Juli 2020      | 7. Januar 2021    |
| Vladislav Viric    | Serbien  | 8. Januar 2021    | 8. Februar 2022   |
| Abdul Karim Zito   | Ghana    | 10. Februar 2022  | 20. April 2022    |
| Ignatius Osei-Fosu | Ghana    | 21. April 2022    | 20. Dezember 2022 |
| Abdul Karim Zito   | Ghana    | 21. Dezember 2022 |                   |